# Creazione di Adamo (Jacopo della Quercia)

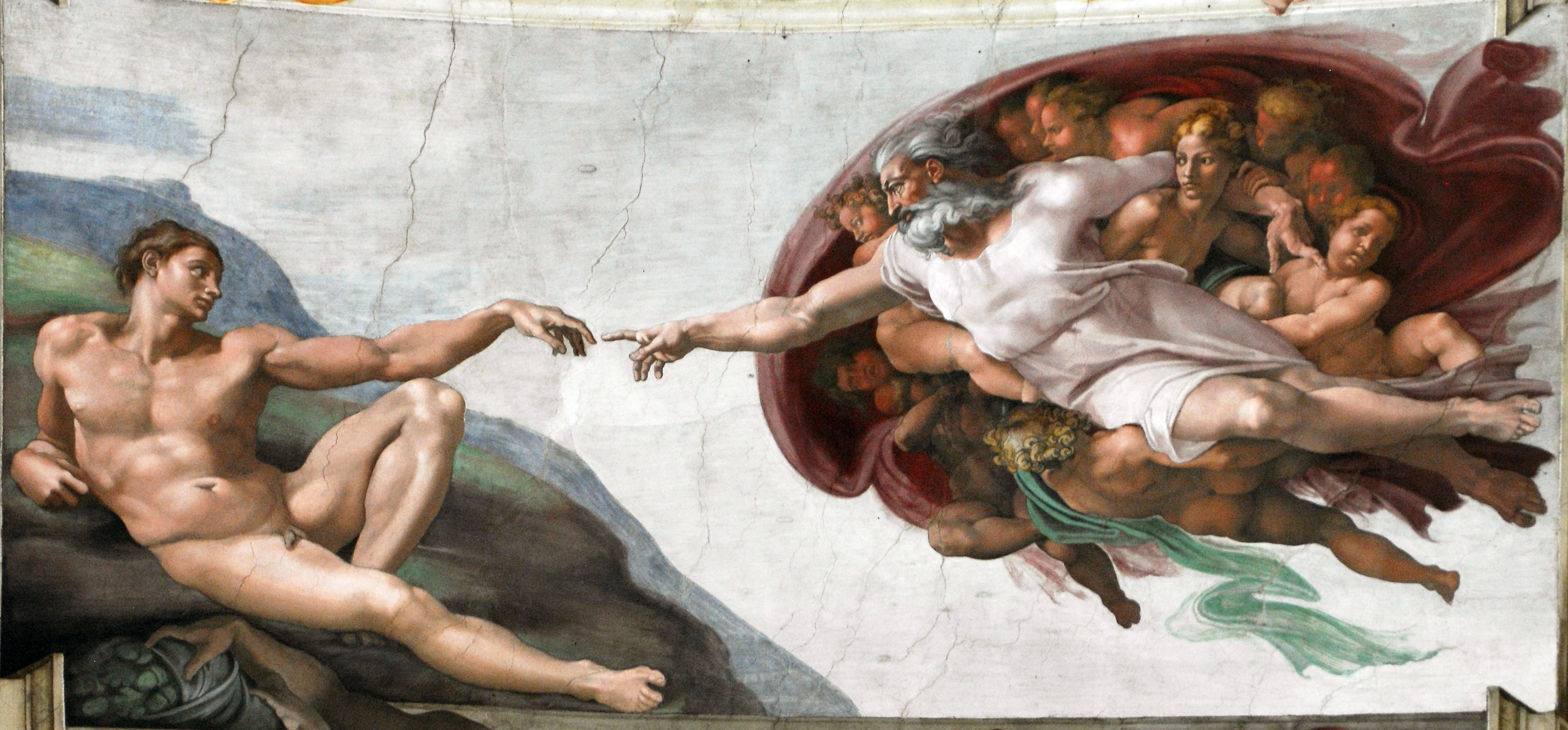
Creazione di Adamo di Michelangelo. La posa e la fisicità di Adamo è simile

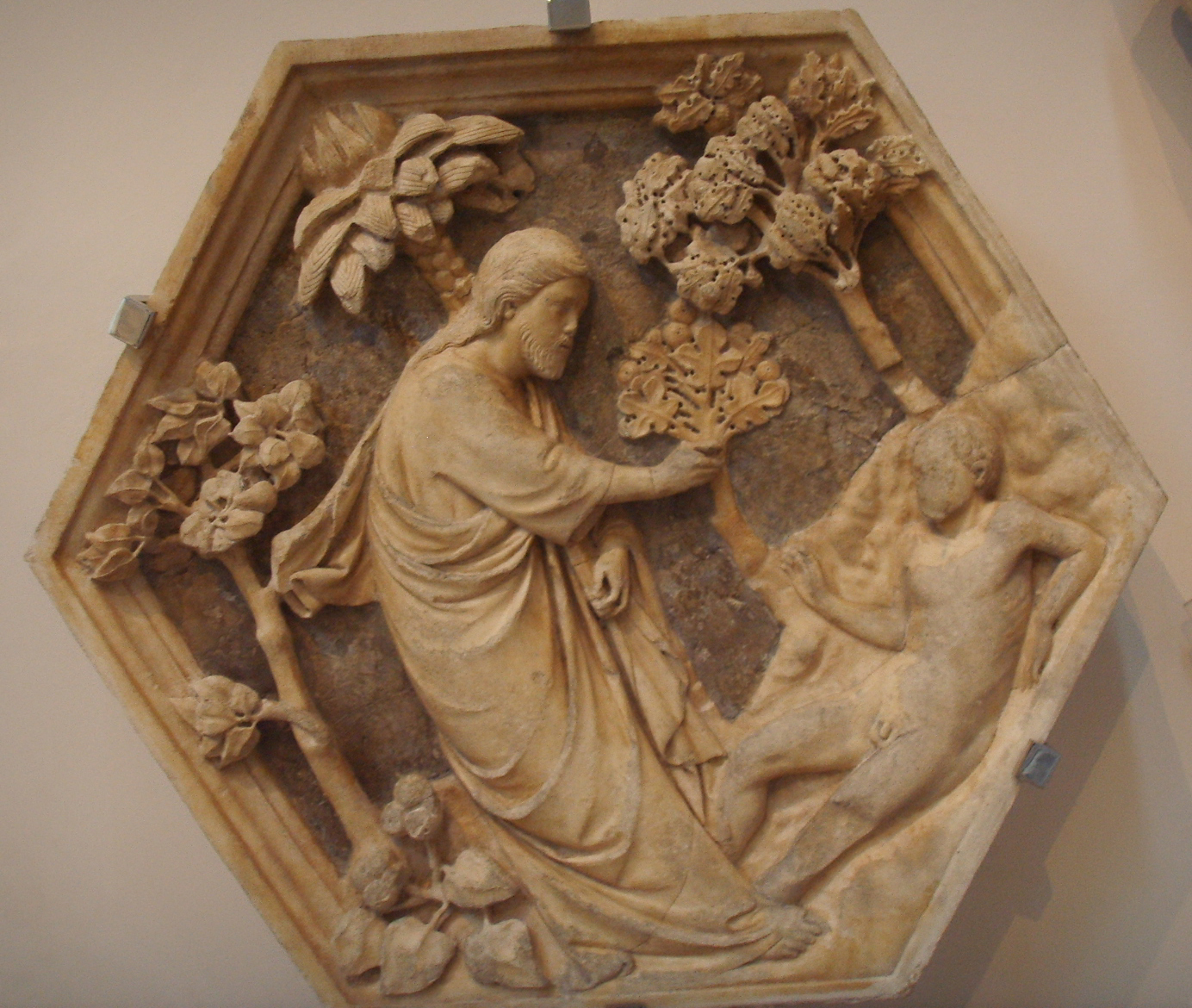
Creazione di Adamo di Andrea Pisano

La Creazione di Adamo è la prima delle dieci formelle a bassorilievo con Storie della Genesi della Porta Magna della basilica di San Petronio a Bologna. Opera della piena maturità Jacopo della Quercia, databile tra il 1425 e il 1434, è considerata tra i suoi lavori più significativi. 

## Storia
L'iconografia tradizionale è visibile in opere anteriori come la formella per il Campanile di Giotto di Andrea Pisano. La decorazione del portale mediano di San Petronio iniziò nel 1425 e si interruppe nel 1434, poco prima della morte dell'artista (1438). 
Esse vennero studiate attentamente da Michelangelo Buonarroti, influenzando lo sviluppo del suo stile scultoreo. Michelangelo dimostrò anche di avere a mente alcune delle composizioni dei bassorilievi quando affrescò le Storie della Genesi nella volta della Cappella Sistina.

## Descrizione
Nel Paradiso terrestre, accennato solo con una roccia scheggiata e un alberello nello sfondo, Dio crea Adamo, usando un gesto eloquente al quale il primo uomo risponde come svegliato di soprassalto. Le figure occupano le formelle per tutta la loro altezza, su uno sfondo ampiamente liscio. 
Dio ha la tipica aureola triangolare, simbolo della Trinità e della perfezione, ed è abbigliato da un espressivo panneggio che evidenzia la sua poderosa figura. Adamo è invece nudo, con una spiccata muscolatura e un realismo attento al dettaglio.

## Stile

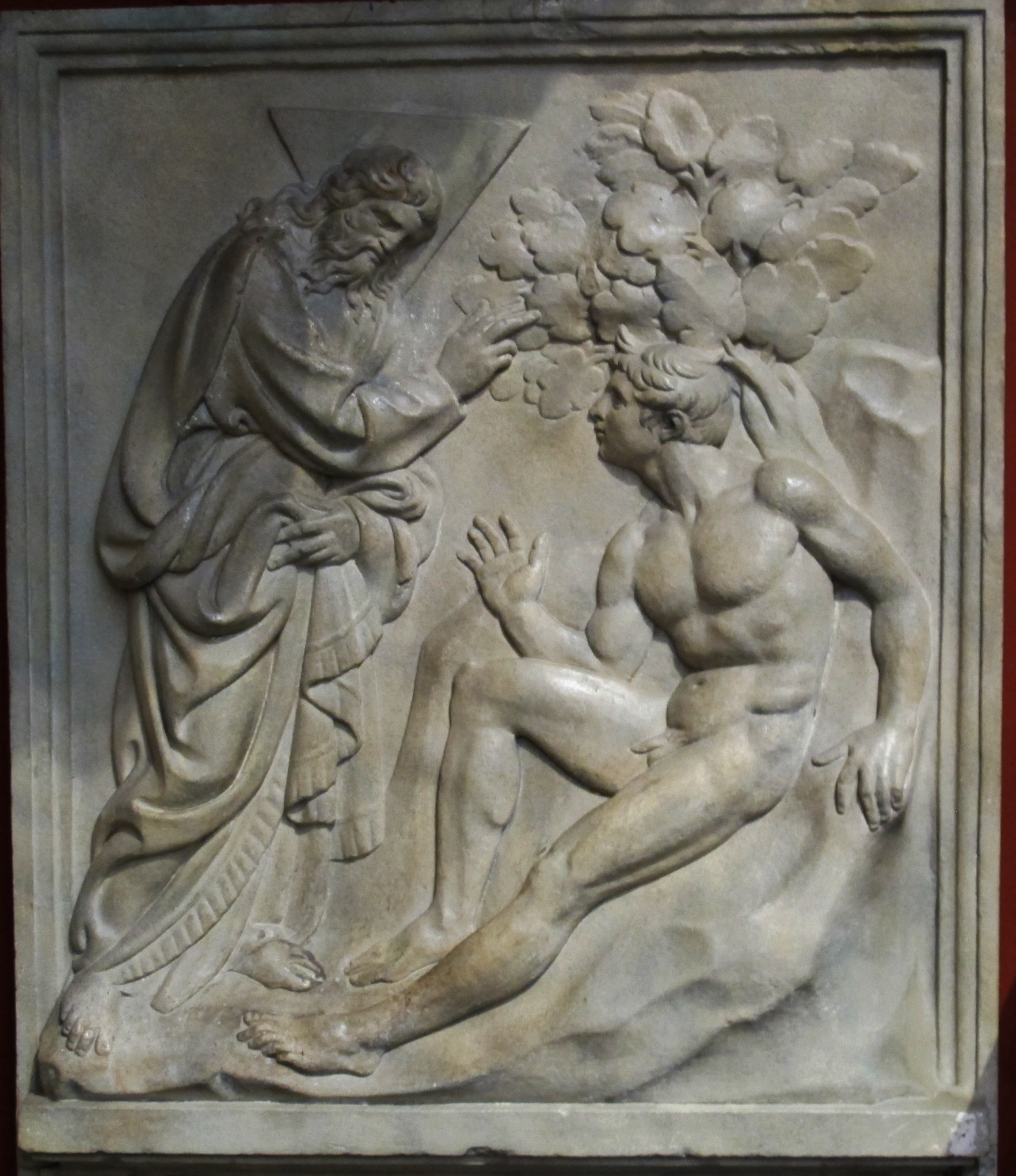
Replica

Il rilievo è ben diverso dallo stiacciato donatelliano: invece dei fini sottosquadri, le figure sembrano tra due piani invisibili, con linee nette e ombre ridotte al minimo. Alle parti lisce e stondate delle figure si alternano spesso fratture di piani e contorni rigidi, dal cui contrasto sprigiona un effetto di forza trattenuta, che non ha eguali nella scultura quattrocentesca. 
L'intensità dinamica dei rilievi di San Petronio è data dal gioco di linee complesse, che sfrutta anche le linee del panneggio gotico, e dalla scelta di soggetti umani rustici e massicci, che esaltano la forza plastica delle scene. I gesti sono ampi, le pose eloquenti e le composizioni dinamiche. 
La vitalità erompente dei personaggi travolge e fonde, mettendoli in secondo piano, le fonti e i riferimenti culturali dell'opera (statuaria tardogotica, umanesimo fiorentino, arte classica). La concentrazione sull'energia psichica e fisica dell'uomo nelle formelle non ebbe sostanziali continuatore nel XV secolo, ma fece da modello per Michelangelo Buonarroti, che ne riprese l'espressività e la forza narrativa.